# 第13独立猟兵旅団 (ウクライナ陸軍)
第13独立猟兵旅団（だい13どくりつりょうへいりょだん、ウクライナ語: 13 та окрема єгерська бригада）は、ウクライナ陸軍の旅団の一つ。ベラルーシ国境のリウネ州に所在し、2023年2月10日に新編された。部隊番号がウクライナ軍の番号規則に従っていないこと、第13独立猟兵旅団が公開した写真に写っている車両には、国家親衛隊の車両であることを示す番号が書かれているなど不可解な点があること、また同じく存在が疑問視されていた第88独立機械化旅団がウクライナ参謀本部によって存在しないと確認された事により第13独立猟兵旅団も存在しない可能性が高いと2024年10月にミリタリーランドが報告している。

## 編制
2023年時点の編制は以下のとおりとなる。
- 本部管理中隊
- 第1猟兵大隊
- 第2猟兵大隊
- 第3猟兵大隊
- 第4猟兵大隊
- 砲兵群
- 防空大隊
- 偵察中隊
- 工兵大隊
- 兵站大隊
- 通信中隊
- 整備大隊
- レーダー中隊
- 衛生中隊